# Puente de La Maquinilla
El puente de La Maquinilla es un antiguo puente ferroviario situado en Sotrondio, en el municipio asturiano de San Martín del Rey Aurelio (España).

## Descripción
El puente fue construido en la Fábrica de La Felguera en 1898 y trasladado a Sotrondio para salvar el río Nalón. De esta manera, daba servicio con un pequeño ferrocarril carbonero a la explotación minera de Rimadero, propiedad de las sociedad Elorduy y Herreros Hermanos, con el ramal ferroviario que daba acceso a las minas de Santa Ana. En 1902, cuando Herrero Hermanos se integra en la Duro Felguera, el puente sirve para transportar el carbón directamente desde las minas de Rimadero a la siderúrgica de La Felguera a través del FC del Norte. En 1937 una fuerte riada destruye parte del puente, lo que es aprovechado para ser restaurado y ampliado. 
Con el final de la explotación de las minas de Rimadero, el puente queda en desuso. En los años 1970 se adaptó para su uso peatonal, uniendo el centro urbano de Sotrondio con el barrio del Serrallo, uso actual del puente, que fue restaurado de nuevo en 2011.